# 7476 Ogilsbie
7476 Ogilsbie este un asteroid din centura principală de asteroizi.

## Descriere
7476 Ogilsbie este un asteroid din centura principală de asteroizi. A fost descoperit pe 14 aprilie 1993 la Catalina Station de Timothy B. Spahr. El prezintă o orbită caracterizată de o semiaxă mare de 3,15 ua, o excentricitate de 0,23 și o înclinație de 25,8° în raport cu ecliptica.